# Aérodrome de Miquelon
 (décembre 2019).
Si vous disposez d'ouvrages ou d'articles de référence ou si vous connaissez des sites web de qualité traitant du thème abordé ici, merci de compléter l'article en donnant les références utiles à sa vérifiabilité et en les liant à la section « Notes et références ».
L'aérodrome de Miquelon (code IATA : MQC • code OACI : LFVM) est situé sur l'île de Miquelon, dans l'archipel de Saint-Pierre-et-Miquelon.

## Compagnies et destinations
| Compagnies       | Destinations |
| ---------------- | ------------ |
| Air Saint-Pierre | Saint-Pierre |

Pour pouvoir aller en France, il existe deux possibilités : 
- prendre le vol direct Saint-Pierre - Paris-CDG qui est opéré une fois par semaine en saison

- se rendre au Canada via l'aéroport de Saint-Pierre, dans les aéroports de Montréal ou d'Halifax, et prendre une compagnie régulière qui vole vers la France (Air Canada, Air France, Air Transat, Corsair International, Level ou WestJet)

## Statistiques
Pour des raisons techniques, il est temporairement impossible d'afficher le graphique qui aurait dû être présenté ici.

Voir la requête brute et les sources sur Wikidata.